# Gerónimo Goyoaga
Gerónimo Goyoaga Alonso, más conocido como Gerónimo Goyoaga, (7 de julio de 1996) es un jugador de balonmano uruguayo que juega de extremo derecho en el Club Pontevedrés. Es internacional con la selección de balonmano de Uruguay.
Goyoaga formó parte de la selección uruguaya en el Campeonato Mundial de Balonmano Masculino de 2021, en el que su selección participaba por primera vez.

## Clubes
| Club             | País    | Año         |
| ---------------- | ------- | ----------- |
| Club Pontevedrés | Uruguay | 2015 - Act. |

## Palmarés

### Selección nacional

#### Campeonato Centro y Sudamericano
- Medalla de bronce en el Campeonato Sudamericano y Centroamericano de Balonmano Masculino de 2020[3]